# روس (دهانه)

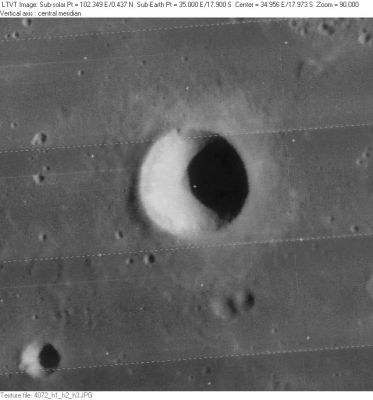
همانطور که میدانید ماه پر از گودال ها و دهانه های برخوردی و دیگر عوارض سطحی است جامعه علمی جهان به پاس تقدیر از خدمات دانشمندان بزرگ،نام آنها را بر روی این عوارض سطحی نهاده اما دانشمندان مسلمان و ایرانی که از بزرگترین دانشمندان زمان خود بوداند و خدمات بی نظیری به جامعه علمی جهان داشته اند از سوی عوامل نام گذاری مورد کم لطفی قرار گرفته و تنها نام تعدادی از این دانشمندان برجسته برروی ماه نهاده شده.
در این جا به معرفی این گودال ها و بهترین زمان مشاهده تعدادی ازآن ها میپردازیم:
●گودال NASIREDDIN به بزرگداشت خدمات خواجه نصیر الدین طوسی موسس رصد خانه مراغه از شاهکار های نجوم در قرن ۱۳ میلادی و از بزرگترین ریاضیدانان جهان به نام این دانشمند برجسته مسلمان ایرانی نام گذاری شد.گودال NASIREDDIN دارای ابعاد ۵۲*۵۲ کیلو متر و ارتفاع ۳۰۰۰ متر است.طول جغرافیایی این گودال ۰.۰ درجه و عرض آن ۴۱.۰ جنوبی است.بهترین شرایط برای مشاهده این گودال در تربیع اول و۶ روز پس از ماه کامل است.
گودال نصیرالدین در کنار گودال بزرگ تیکو
●گودال AL-BAKRI به نام جغرافی دان مسلمان قرن ۱۱ میلادی ابوالعبید عبدالله البکری نام گذاری شده است.این گودال دارای ارتفاع ۱۰۰۰ متر و ابعاد ۱۲*۱۲ کیلومتر است.طول جغرافیایی آن ۲۰.۲ درجه شرقی و عرض جغرافیاییش ۱۴.۳ درجه شمالی است .بهترین شرایط برای مشاهده این گودال کوچک ، ۵ روز بعد از ماه نو و ۴ روز بعد از ماه کامل است.
●دشت ALBATEGNIUS به نام محمد ابن البطانی ستاره شناس مسلمان قرن ۹ نام گذاری شده است. این گودال با ابعاد ۱۳۶*۱۳۶ کیلومتر در طول ۴.۱ شرقی و ۱۱.۲ جنوبی ماه قرار دارد و در تربیع اول و ۶ روز پس از ماه کامل بهترین شرایط رویت پذیری را دارد.محمد ابن الفراهانی مولف کتاب ((دانش ستاره گان و حرکات سماوی)) دیگر منجم ایرانی است که نام وی بر روی ماه ثبت شده .گودال ALFRAGANUS با ابعاد ۲۱*۲۱ کیلومتر و ارتفاع ۳۸۳۰ متر با مختصات ۱۹ درجه شرقی و ۵.۴ شمالی در شمال شرقی ماه قرار دارد و بهترین زمان برای دیدن این گودال ۵ روز بعد از ماه نو یا ۶ روز بعد از ماه کامل است.
●عبد الله المامون پسر هارون الرشید خلیفه عباسی است که نامش بر کره ماه به خاطر ترجمه متونی علمی از یونانی به عربی است ثبت شده .میتوانید گودال ALMANON که دارای ابعاد ۴۹*۴۹ کیلومتر و ارتفاع ۲۴۸۰ متر است را در شش روز بعد از ماه نو یا ۵ روز بعد از ماه کامل در طول ۱۵.۲ شرقی و عرض ۱۶.۸ جنوبی مشاهده کنید.
●گودال ARZACHEL به نام ستاره شناس مسلمان الزرقالی که منجم دربار مامون بود نام گذاری شده.این گودال دارای ابعاد ۹۷*۹۷ کیلومتر و ارتفاع ۳۶۱۰ متر است و درارای مختصات ۱.۹ غربی و ۱۸.۲جنوبی است بهترین زمان مشاهده این ودال بزرگ در تربیع اول و ۶ روز بعد از ماه کامل است.عبد الرحمن صوفی رازی از ستاره شناسان برجسته ایرانی که کاشف سحابی دمبل و چند سحابی دیگر همین طور ستارگان مزدوج بسیار است همینطور کتاب صورالواکب او در جهان مشهور است و نام وی بر ماه به نام گودال AZOPHI ثبت شده است.این گودال در طول جغرافیایی ۱۲.۷ شرقی و عرض ۲۲.۱ جنوبی واقع است و دارای ابعاد ۴۸*۴۸ کیلومتر و ارتفاع ۳۷۳۰ متر است.می توانید این گودال را ۶ روز بعد از ماه نو و ۵ روز بعد از ماه کامل مشاهده کنید.در مقاله های بعد به معرفی دیگر گودال ها که به نام ایرانیان و مسلمانان نام گذاری شده خواهیم پرداخت.

روس یک دهانه برخوردی در ماه‌ است.

## دهانه‌های اقماری
این دهانه ۱ دهانه اقماری دارد.
| Rosse | عرض جغرافیایی | طول جغرافیایی | قطر         |
| ----- | ------------- | ------------- | ----------- |
| C     | ۱۸.۵° S       | ۳۴.۴° E       | ۵.۰ کیلومتر |